# أيمي هورن
أيمي هورن (بالإنجليزية: Aimee Horne)‏ هي مغنية وممثلة أسترالية، ولدت في 11 مايو 1985 في بروكن هيل في أستراليا.